# 多羅尾伴内 (小林旭版)
『多羅尾伴内』（たらおばんない）は、1978年公開の日本映画。小林旭主演、鈴木則文監督。東映東京撮影所製作、東映配給。併映『最も危険な遊戯』（松田優作主演、村川透監督）。
シリーズ二作目『多羅尾伴内 鬼面村の惨劇』も合わせて説明している。

## キャスト
- 多羅尾伴内(藤村大造)：小林旭
- 歌手：八代亜紀
- 新村真砂子：夏樹陽子
- 大嶋：成田三樹夫
- 木俣良教：江木俊夫 （当時 フォーリーブス ）
- 歌手：キャッツ★アイ
- 歌手：アン・ルイス
- 望月八郎：天津敏
- 徳光明夫：南利明
- 宮本：高野真二
- 山本刑事：倉石功
- 種田金吾：石橋雅史
- 小泉登：安部徹
- 木田幹事長：浜田寅彦
- 警察署長：水野晴郎
- 吉村会長：佐伯秀男
- シムカニ媼：原泉
- 積千恵美
- 穂高ルミ：三崎奈美
- 川瀬ゆう子：竹井みどり
- 木俣ちか子：川口敦子
- 鑑察医：福田豊土
- 楊伝明：佐藤京一
- 川瀬東介：成瀬正
- 春日武夫：大木晤郎
- 三島刑事：氷室浩二
- 中央署署長：河合絃司
- 平田：日尾孝司
- 石黒隆正：中田博久
- 戸川計一：桐原信介
- 土山登士幸
- 警官：相馬剛三
- 津田鑑識係長：森祐介
- 高月忠
- 宮城健太狼
- 高塚：司千四郎
- 赤石刑事：鈴木正幸
- 須賀良
- 山浦栄
- 島谷：清水照夫
- 畑中猛重
- 島村精一
- 山野雄二
- 宮地謙吾
- 隅刑事：亀山達也
- 球場職員：山田光一
- 劇場係員：由利徹
- 牧陽子
- 伊藤慶子
- ルミの付人：佐野美智子
- 陽子：野口かおる
- ラブ・コーン
- 水野麻希
- 橋爪真知子
- 山本緑
- 木田禮子：和田瑞穂
- アナウンサー：山田二郎(TBS)
- 宇田川警部：財津一郎(松竹)
- 木俣信之：池部良(特別出演)

## スタッフ
- 企画：渡辺亮徳、天尾完次、橋本新一
- 原作：比佐芳武
- 劇画：小池一夫、石森章太郎 『七つの顔を持つ男 多羅尾伴内』（週刊少年マガジン連載、講談社）
- 脚本：高田宏治
- 撮影：出先哲也
- 録音： 内田陽造
- 照明： 山口利雄
- 音楽：菊池俊輔
- 美術 ：北川弘
- 編集：西東清明
- 助監督：深町秀煕
- 記録：高津省子
- 擬斗：日尾孝司
- 宣伝担当：小田和治、山本八州男
- スチール：藤井善男
- 進行主任：松本可則
- 装置：畠山耕一
- 装飾：田島俊英
- 音響効果：小嶋進
- 美粧：入江荘二
- 美容：宮島孝子
- 衣裳：福崎精吾
- 演技事務：山田光男
- 現像：東映化学
- 協力：東映俳優センター、株式会社東京ジャイアント
- 監督：鈴木則文

### 主題歌
- 小林旭「霧の都会」(クラウンレコード)
  - 作詞:ちあき哲也、作曲:叶弦大、編曲:小杉仁三

### 挿入歌
- 小林旭「昔の名前で出ています」(クラウンレコード)
  - 作詞:星野哲郎、作曲:叶弦大、編曲:斉藤恒夫
- 八代亜紀「愛の條件」
  - 作詞:川内康範、作曲:北原じゅん、編曲:小谷充
- アン・ルイス「甘い予感」
  - 作詞曲:松任谷由実、編曲:松任谷正隆
- キャッツ・アイ「導火線」
  - 作詞:麻生香太郎、作編曲:馬飼野康二
- 美原圭子「夕日に浜名湖」
  - 作詞:星野哲郎、作曲:鏑木創、編曲:青木望

## 製作
企画は当時の東映社長・岡田茂。1978年、小池一夫・石森章太郎による劇画作品『七つの顔を持つ男 多羅尾伴内』の連載で"多羅尾坂内"が再注目されたことを受け、これを原作として本格的な娯楽映画シリーズ復活を目指し、東映のかつてのドル箱シリーズだった片岡千恵蔵の当たり役を小林旭主演でリメイクした。脚本は原作・比佐芳武の弟子である高田宏治が担当したが、先の劇画作品からのストーリーは使用していない。監督の鈴木則文は、1975年に志穂美悦子主演の"女性版多羅尾伴内"『華麗なる追跡』を製作している。小林旭が荒唐無稽なヒーローをてらいなく堂々と演じる他、ギターの流しに扮して歌うシーンもあり、他に八代亜紀、アン・ルイス、キャッツ★アイの歌唱シーンもふんだんに配された歌謡映画となっている。当時のマスメディアには「金田一耕助の映画が次々にヒットを飛ばしているのに刺激されたのだろう」と評された。
当初からシリーズ化を予定して年二本の製作を予定していた。しかし一作目はクリーン・ヒットしたものの、同年二作目『多羅尾伴内 鬼面村の惨劇』は、グロい殺人シーンの乱れ射ちに観客がついて来れず不入りに終わり、リメイクは二作品で打ち切られている。これ以降、今日まで"多羅尾伴内"は全く映画化されていない。　

## 「多羅尾伴内」ストーリー
超満員東京K球場。ペナントレース優勝決定戦で九回裏逆転満塁サヨナラホームランを打った高塚がベースを回る途中で倒れ即死した。高塚を撮ろうと殺到する報道カメラマンたち。観戦していた探偵の多羅尾伴内もグラウンドに降り、カメラマンの1人を捕まえて一塁側スタンドの観客を残らず撮影させた。
高塚の首には毒物を塗った針が刺さっていた。検死を行う監察医務院に立ち入り、使われた毒を分析して、アイヌが熊狩りに用いる猛毒を使った針による他殺と分析する多羅尾。彼は、カメラマンに撮らせた観客の写真から、1人だけ背を向けて立ち去ろうとする川瀬というスポーツ新聞社のカメラマンが怪しいと目星を付けた。 
翌朝、自宅で死んでいる川瀬を発見する警察。川瀬の超望遠レンズ付きカメラは、圧縮ガスで毒針を発射するカメラ銃に改造されていた。高塚を殺した上での自殺と断定する警察。  
多羅尾の探偵事務所の隣りには、同じく探偵の藤村大造の事務所があるが、実は2人は同一人物だった。藤村を訪ねて来た信愛医科大学理事長の木俣信之は、海外出張中の藤村の代理だという多羅尾に、送られて来た脅迫状を見せた。第2の殺人を予告し、防ぎたければ現金10億円を指定のホテルに持参しろと指示する脅迫文。  
第2の犠牲者に心当たりはないと断言する木俣。10億の大金も個人では用意できないが、木俣は理事長の権限で医大の金をホテルに運び込んだ。指定の部屋に窓を破って飛び込んで来る「キツネ面の怪人」。だが、怪人は金を撒き散らしただけで盗まずに逃げ去った。 
騒ぎを聞いて介入して来る木俣の知人の大嶋。大嶋興業の社長である彼は、木俣が戦後にヤミ市で暗躍していた頃からの胡散臭い友人だった。木俣の息子の良教とアイドル歌手の穂高ルミが、殺された高塚と3人で2年前に北海道旅行をした際に、何かが起きたと察する多羅尾。  
多羅尾の事務所を訪ねて来るカメラマン川瀬の妹・ゆう子。兄は自殺ではないと訴えるゆう子は、川瀬が野球賭博で大嶋興業に借金をしていたと打ち明けた。大嶋興業が営むナイトクラブ・ルネに、ゆう子をホステスとして潜入させた多羅尾(藤村大造)は、流しの歌手に扮し、店の奥の大嶋興業の事務所で、ナショナル・リーグの優勝決定戦に大金を賭けたがっている金持ちの情報を流した。 
ギャンブル好きな大金持ち・徳大寺として、大嶋に接近する藤村(多羅尾)。更に、木俣の美人秘書・新村真砂子を強引にナイトクラブ・ルネに誘った徳大寺は、彼女がこのクラブのホステスから木俣の秘書に転職した事を知った。  
木俣は次の総選挙への立候補を狙って、息子の良教を有力者の娘と婚約させていた。アイドル歌手の穂高ルミにも未練がある良教は、狙われていることを知らせに行ったが、ルミは歌謡ショーの舞台で「キツネ面の怪人」に惨殺された。  
婚約者とドライブ中に、白バイ警官に変装した藤村(多羅尾)に誘拐される良教。その頃、木俣の元には現金10億円を要求する第二の脅迫状が届いていた。息子が犯人に誘拐されたと思い込んで、多羅尾に北海道での事件の真相を語る木俣。良教ら3人は乗っていた車で地元のアイヌの男性と幼い息子を轢き殺したが、大嶋ら有力者が金と人脈で揉み消し、名前が出ないよう図っていたのだ。良教は無事だと木俣に告げ、北海道に飛んで、秘書の真砂子こそ轢き殺された男の妻だと知る多羅尾。  
再び10億円を用意し、指定の場所に運ぶ護衛を警察に依頼する木俣。だが、輸送の途中で10億円は「キツネ面の怪人」に奪われた。ナイトクラブ・ルネの裏手のマンションで、予想外の現金強奪は誰の仕業かと話し合う大嶋と真砂子。大嶋は木俣から大金を奪うために、復讐に燃える真砂子と裏で手を組み、手下を「キツネ面」に仕立てていたが、今回の「第２のキツネ面」に心当たりは無かったのだ。  
真砂子らの会話を盗み聞く川瀬の妹・ゆう子。大嶋らに見つかったゆう子は殺されかけたが、せむし男に変装した藤村(多羅尾)に救助された。せむし男を追おうとして、現れた「第２のキツネ面」に射殺される大嶋。  
失踪した真砂子を探し出し、自首を勧める多羅尾。しかし、「第3のキツネ面」の車で逃げる真砂子。隠れ家のモーテルに戻った真砂子は、待ち受けていた「第２のキツネ面」に襲われた。室内に乗り込み、「第２のキツネ面」と真砂子を殺す「第３のキツネ面」。  
死んだ「第２のキツネ面」の正体は信愛医大の事務長だった。秘書の真砂子と共謀したスター殺人事件の犯人として報道される事務長。10億円は見つからないまま、ホテルで良教の結婚式が挙行された。  
良教の披露宴会場に乗り込み、正体を明かす藤村大造(多羅尾)。死んだはずの真砂子も現れ、その夫と息子を轢き殺した主犯が良教だと名指しする藤村(多羅尾)。父親の木俣は息子の罪を隠蔽した上に、脅迫を利用して、医大の金10億の着服を画策した。事務長や真砂子を殺して罪を被せた「第３のキツネ面」こそ木俣だと暴く藤村(多羅尾)。  
逮捕された木俣は、10億円を隠したホテルの一室に鍵をかけて立て籠もり、拳銃自殺した。披露宴会場で真砂子に変装していたゆう子に見送られて、藤村大造が運転する車は颯爽と走り去った。 

### 製作会見
製作記者会見がワンパターンでマンネリ気味だったため、趣向を凝らした製作会見が1978年1月25日に銀座東急ホテルで行われ、報道陣を楽しませた。会場の椅子の上にはひとつひとつに主題歌・小林旭「霧の都会」のカセットとLPレコード『小林旭 ベスト・アルバム』のおみやげが置かれた。ザワザワと報道陣が席につくと、岡田東映社長をはじめとする東映首脳とクラウンレコードのスタッフが正面テーブルに着いた。しかし岡田社長の隣の中央にあたる「小林旭」と記された席だけ空席のまま。岡田社長の進軍ラッパが始まり、この年の正月第二弾『柳生一族の陰謀』の大ヒットの実績に立っての大作攻勢を発表、「今年は東映に神風が吹く」などと吹き、自身が学生時代に映画館に通いつめて見たという多羅尾伴内映画の歴史を説明し、「奇想天外な活劇をと一年前から企画し準備して来た。これを演じるのは小林旭君しかないと思った。監督は鈴木則文にやってもらう。ヒット・シリーズにする考えだ。明日からスタートする」等と製作の進行状況を話したところで、髪も髭もぼうぼうで、唇の両端から牙が覗く背中にこぶのある小男が会場に入って来て、「小林旭」と記された席に座った。岡田社長は何事もなかったように「東映は全力をあげて…」と話してる最中に、記者席の後方でガチャーンと大きな音、続いて明かりが全て消え、場内が真暗になったと同時に「キャー」と女の悲鳴。皆が後ろを振り向いたり、何だ何だとザワついているうちに明かりがつくと、小男が座っていた席に小林旭が座っていた。小林は「役者だったら誰でもやりたいような役です。去年（1977年）の夏頃、岡田社長から話があり、二つ返事どころか、四つ返事で引き受けました。それから名古屋の御大（片岡千恵蔵）にも会いに行って秘策を授かってきました」等と話した。鈴木則文監督は「"娯楽映画のルーツ"というべきこの作品を小林旭君との巡り合わせで作る、娯楽映画の故郷にも巡り合えるわけで超一級のものにしたい」等と話した。

### 脚本
小池一夫・石森章太郎による劇画作品は使わず、1955年の東映作品『多羅尾伴内シリーズ 隼の魔王』（三番打者怪死）を再構成し脚色した。

### 撮影
1978年1月26日クランクイン。冒頭の野球場のシーンは実際のプロ野球チームに似せたユニフォームを作成して俳優に着させて撮影している。大騒ぎの客席は、王貞治の756号本塁打の日本テレビの映像の盗用。鈴木監督は当時、盆と正月興行の『トラック野郎シリーズ』を手掛けており、その合間に撮影した。監督の鈴木則文は、本作の三年前に製作した志穂美悦子主演『華麗なる追跡』の劇中、志穂美に「ある時は○○、またある時は××、しかしてその実体は!」の名ゼリフを言わせる場面があり、これに比佐芳武が「俺に断りもなく、なんたる無礼、絶対に許さん」と激怒した。鈴木は幸田清、天尾完次と一緒に比佐邸にお詫びに伺うと京都撮影所出身の三人の平身低頭に比佐はすぐ機嫌を直し、「わしの作品の中でやりたいものがあったら何でも再映画化してもいいぞ」と約束を取り付けていた。
何といっても多羅尾伴内といえば片岡千恵蔵。千恵蔵は東映から何らかの連絡があるだろうと待っていたが、全然連絡がなく激怒した。この話が東映サイドに伝わり、プロデューサーが慌てて挨拶に出向いたが千恵蔵が「社長が来ない限り誰とも会わん」と門前払いを食わせた。プロデューサーが岡田茂社長にこの話を伝えたら、「社長である私がなぜ一俳優に頭を下げなくてはならんのだ。その必要はない」と一蹴し、千恵蔵には著作権のようなものはなく、法的には何ら障害もないことから千恵蔵のクレームを無視した。映画関係者からは「千恵蔵と小林旭を顔合わせさせるのが一番宣伝効果があったのではないか」と疑問の声が上がった。
夏樹陽子がアイヌの女を演じ、「（復讐するアイドル歌手や野球選手のことを）ずっとテレビで見ていた。裁かれることのない日本人のアイドルたち」などと危ないセリフを吐きながらトリカブトで毒薬を作る。三崎奈美が演じたショッキングな穂高ルミの殺人シーンは香月弘美の事件をヒントにしている。

### キャッチコピー
怪奇連続殺人事件に挑む七つの顔！

ある時は片目の運転手

ある時は流しの唄い手

またある時は手品ずきのキザな紳士……など

しかしてその実体は…?

## 作品の評価

### 作品評
小林信彦は「西脇英夫さんが4月17日付けの『日本読書新聞』で絶賛されていたが、私も同感だ。今の時代に、真のスターは、小林旭と萬屋錦之介しかいないと私は思う。美人女優をえんえんとカメラがなめまわし、観客に心ゆくまで視姦を楽しませる映画があるように、男性スターを、ほれぼれと眺めさせ、それだけで1300円踏んだくる映画があってもいいわけだ。『多羅尾伴内』がこれである」等と評している。

## ネット配信
- YouTubeの「TOEI Xstream theater」より、2021年10月2日21:00から同年10月9日20:59まで無料配信が行われた。

## 第二作目
多羅尾伴内 鬼面村の惨劇
小林旭主演、山口和彦監督。1978年8月12日公開。併映『トラック野郎・突撃一番星』（菅原文太主演、鈴木則文監督）。

### ストーリー
信州赤石山脈のある村の豪農・雨宮家で娘たちが次々に殺された。殺人現場あるいは死体の傍らには、いつも恐ろしい形相を彫り込んだ鬼面がくくりつけられていた。25年前、この雨宮家の跡取り娘・紀代が殺され、村の水車に半裸のままくくりつけられて以来、呪われたように殺人事件が続いていたのだった。鬼面村にやってきた伴内は早速事件の解明に乗り出す。

### キャスト
- 多羅尾伴内：小林旭
- 雨宮剛蔵：渥美国泰
- 歌江：北林早苗
- 紀代：北川たか子
- 雨宮千尋：鈴鹿景子
- 江幡一臣：菅貫太郎
- 伸介：石橋雅史
- 杉山雅彦：成瀬正
- 宇田川警部：財津一郎
- 源海：内田朝雄
- 水谷：高月忠

### スタッフ
- 監督：山口和彦
- 製作：渡辺亮徳、天尾完次、橋本新一、瀬戸恒雄
- 原作：比佐芳武
- 劇画：小池一夫、石森章太郎
- 脚本：掛札昌裕
- 撮影：出先哲也
- 音楽：鏑木創
- 美術 ：中村州志
- 編集：祖田冨美夫
- 助監督：深町秀煕